# Magsaysay (Lanao del Norte)
Magsaysay è una municipalità di quinta classe delle Filippine, situata nella Provincia di Lanao del Norte, nella Regione del Mindanao Settentrionale.
Magsaysay è formata da 24 baranggay:
- Babasalon
- Baguiguicon
- Daan Campo
- Durianon
- Ilihan
- Lamigadato
- Lemoncret
- Lower Caningag (Perimbangan)
- Lubo
- Lumbac
- Malabaogan
- Mapantao

- Olango
- Pangao
- Pelingkingan
- Poblacion (Bago-A-Ingud)
- Rarab
- Somiorang
- Talambo
- Tambacon
- Tawinian
- Tipaan
- Tombador
- Upper Caningag (Taguitingan)